# 2022年世界水泳選手権ホンジュラス選手団
2022年世界水泳選手権ホンジュラス選手団は、2022年6月18日から7月3日までハンガリーのブダペストで開催された第19回世界水泳選手権のホンジュラス選手団、およびその競技結果。

## 選手団
- 人員: 選手 2人

## 選手名簿・結果
| 選手                 | 種目               | 予選      | 予選 | 準決勝   | 準決勝   | 決勝     | 決勝     |
| 選手                 | 種目               | 結果      | 順位 | 結果     | 順位     | 結果     | 順位     |
| -------------------- | ------------------ | --------- | ---- | -------- | -------- | -------- | -------- |
| フリオ・オレゴ       | 男子50m平泳ぎ      | 失格      | 失格 | 予選敗退 | 予選敗退 | 予選敗退 | 予選敗退 |
| フリオ・オレゴ       | 男子100m平泳ぎ     | 1分02秒07 | 32位 | 予選敗退 | 予選敗退 | 予選敗退 | 予選敗退 |
| フリマール・アヴィラ | 女子100mバタフライ | 1分02秒20 | 22位 | 予選敗退 | 予選敗退 | 予選敗退 | 予選敗退 |
| フリマール・アヴィラ | 女子200mバタフライ | 2分17秒40 | 22位 | 予選敗退 | 予選敗退 | 予選敗退 | 予選敗退 |